# Vrouwenhulpverlening
Vrouwenhulpverlening is een sociale activiteit gericht op vrouwen in een kwetsbare positie.
In Nederland was de vrouwenhulpverlening aanvankelijk politiserend en sterk seksespecifiek cliëntgericht en een reactie op een reguliere zorg die overwegend apolitiek, genderblind en professie- en instellingsgericht was.

## Therapie en sociale actie
De vrouwenhulpverlening vindt haar basis in de jaren zeventig in de twintigste eeuw. Haar oorsprong ligt in de fundamentele kritiek van feministen op de beeldvorming en behandeling van vrouwen in de toen gangbare hulpverlening. Klachten van vrouwen werden bijvoorbeeld te gemakkelijk afgedaan als ‘gezeur’ en ‘vaag’, en met medicijnen onderdrukt, of met opsluiting in een psychiatrische kliniek. Meldingen van verkrachting, incest of ander seksueel geweld werden vaak niet serieus genomen, vooral als het was gebeurd in de huiselijke sfeer of door een bekende. Een gangbare analyse was dat de vrouw het zelf uitgelokt zou hebben of eigenlijk wel wilde, waardoor hulpverlening niet nodig was. Of men stelde dat de hulpvraagster fantaseerde.
In de individuele hulpverlening waren adviezen en behandeltrajecten vaak gebaseerd op ideeën, meningen en oordelen over vrouwelijkheid, vrouwelijk gedrag en vrouwelijke seksualiteit die niet objectief (wetenschappelijk) onderlegd waren, over bijvoorbeeld schoonheid, het huwelijk, frigiditeit, moederschap en het huisvrouwenbestaan.  Dergelijke onjuiste meningen en oordelen waren ook terug te vinden binnen het wetenschappelijke discours en de professionele uitwisseling. Behandelconcepten voor vrouwen waren sterk gemedicaliseerd en niet voldoende onderzocht, wat onder andere resulteerde in onnodige verwijdering van baarmoeders en het veelvuldig voorschrijven van psychofarmaca ("mother's little helpers"). De feministische kritiek bleef niet beperkt tot woorden, maar werd hoorbaar en zichtbaar gemaakt in vele acties en campagnes en in nieuwe, alternatieve vormen van hulp. Begin jaren tachtig kwam hiervoor de term “vrouwenhulpverlening” in zwang.
De eerste zaden voor vrouwenhulpverlening in Nederland zijn gelegd in de praat- en zelfhulpgroepen waar vrouwen bij elkaar kwamen en aan de hand van thema's eigen ervaringen bespraken. Door middel van deze groepen doorbraken de deelneemsters hun sociale isolement en werden zij zich bewust van de overeenkomsten in hun maatschappelijke positie en de invloed daarvan op hun problemen − "het persoonlijke is politiek".
In de jaren daarna volgde een stroom van initiatieven, waaronder het openen van vrouwenhuizen, de vrouwentelefoon, blijf-van-mijn-lijfhuizen, Vrouwen Tegen Verkrachting (vanuit het JAC), Vrouwen Tegen Seksueel Geweld, het Meidenwegloophuis, groepen voor Vrouwen In De Overgang (VIDO), Vrouwen in de Psychiatrie, en Feministische Oefengroepen Radikale Therapie (FORT). Het ging in deze strijdorganisaties om een combinatie van therapeutische en sociale actie.
De onderdrukking van vrouwen in individuele relaties en in de maatschappij, en het feit dat vrouwen geen toegang hadden tot de betaalde arbeidsmarkt, werden gezien als de voornaamste problemen. Werken aan de opheffing ervan was de missie; gelijkheid het streven. Feminisme wilde binnen deze zelfbestuurde organisaties een vrijplaats bieden waar taal, subcultuur van de onderdrukten (lees: vrouwen), en nieuwe, onorthodoxe methodieken, zich ongehinderd konden ontwikkelen.
In deze strijdorganisaties nam men vrouwelijke cliënten en haar verhalen serieus en bestond open oog en oor voor haar hulpbehoeften. Feministische medewerksters interpreteerden de problemen van cliëntes vanuit een sociaal model (dikwijls ingedikt tot ‘de socialisatie en sociale positie van vrouwen’) en zochten de oplossingen zowel in de (psycho)sociale sfeer als binnen de maatschappij. Voor de relatie tussen hulpverleenster en hulpvraagster werd een nieuw, egalitair model ontwikkeld waarbij het klassieke 'hulpmodel' werd verlaten. Alternatieve behandelconcepten werden onderzocht en toegepast. Bewustwording en verzelfstandiging waren belangrijk onderdelen van het behandeltraject.
Omdat het niet alleen om het individuele ging maar ook om het maatschappelijke, was sociale actie onderdeel van de beweging voor feministische hulpverlening. Vrouwen schreven petities, pamfletten en boeken, zetten nieuwe vakken op binnen de opleidingsinstituten, gingen medicijnen studeren en psychiatrie, organiseerden protestdagen en tribunalen, gingen de straat op en lobbyden bij pers, vakbonden en politiek.

## Gelijkheid en diversiteit
Voor de reguliere hulpverlening waren de berichten uit het feminisme onaangenaam en min of meer onbegrijpelijk. Medewerksters van de nieuwe autonome instellingen claimden nieuwe inzichten en behandelmethoden op grond van sekseverschillen in een sector die meende dat ze er − net als de rest van de samenleving − een egalitaire ideologie en universalistische denkstijl opna hield. De patriarchale achtergronden van dit denken en doen waren veelal onbekend. Hulpverleners gingen ervan uit egalitair te handelen: alle mensen hebben bij ziekte en gebrek recht op gelijke (in de zin van dezelfde) behandeling ongeacht hun biologische, psychische of maatschappelijke hoedanigheid. Verschil in toegankelijkheid van voorzieningen en in de keuze van behandelconcepten werd daarom niet geaccepteerd. Hulpverleners gingen ervan uit universalistisch te handelen: kennis over ziekte en gezondheid, en interventies daarin, beschouwde men als geldig voor beide seksen. En hulpverleners dachten dat ze probeerden voor iedereen eenzelfde kwaliteit van zorg te garanderen, wat tegenwoordig de vorm heeft aangenomen van gestandaardiseerde procedures. Tornen aan deze belangrijke uitgangspunten was ondenkbaar.
Feministische hulpverleners stelden dat in de praktijk van dit gelijkheidsdenken ‘het mannelijke, patriarchale’ overwegend als een impliciete norm fungeerde, waardoor men ‘het andere’ (vrouwelijke) veronachtzaamde. Daarentegen organiseerde vrouwenhulpverlening zich op het sekseverschil en er ontwikkelde zich een tak die ‘het vrouwelijke’ tot norm maakte (de zelf-in-relatieschool).
Door verschillende ontwikkelingen, zowel in de praktische als in de praktijktheoretische sfeer, konden deze activistische strategieën langzaam worden verlaten. Bovendien moest de vrouwenhulpverlening erkennen dat haar relevantie voor bepaalde groepen vrouwen slechts beperkt was. De Nederlandse vrouwenhulpverlening richtte zich oorspronkelijk op blanke, westerse, heteroseksuele vrouwen uit de hogere arbeidersklassen, de middenklasse en de intelligentsia. Voor andere vrouwen bood de problematisering van de sekseongelijkheid en het streven naar gelijkheid aanzienlijk minder herkenning: Waarom zou je zorgpatronen willen overwinnen, als je naar kinderen verlangt? Wat moet je met autonomie, als je door je ziekte of handicap volledig zorgafhankelijk bent? Welke verbondenheid zou je met heteroseksuele vrouwen voelen als die je dwingen “in de kast” te blijven? Hoezo, ongelijke kansen van vrouwen bestrijden terwijl je dagelijks om je donkere huid, hoofddoek of taal gediscrimineerd wordt?
Een Surinaams-Nederlandse hulpverleenster vertelt in een interview in Slangengodin:

Concepten uit de witte vrouwenbeweging zijn: zelfbeschikkingsrecht, eigen grenzen leren stellen, onafhankelijkheid. Allemaal begrippen die zijn terug te voeren op een witte ik-cultuur. Hulpverlening gebaseerd op deze begrippen [is] vaak niet toepasbaar op zwarte vrouwen. Als een zwarte vrouw het advies meekrijgt: kies voor jezelf, je hebt recht op een eigen leven, kan ze daar zo ontzettend weinig mee. […] Ze weet dat ze zonder haar sociale netwerk in een situatie terechtkomt die haar ook niet verder helpt. Het advies is te veel geënt op een wit concept van zelfstandigheid.

In de tweede plaats bleek dat de gangbare vrouwenhulpverlening maar beperkt bruikbaar was bij integratie in de reguliere gezondheidszorg. De vraag rees hoe geschikt de principes van vrouwenhulpverlening eigenlijk waren voor minder zelfredzame cliënten: adolescenten, oudere of gehandicapte vrouwen, vrouwelijke verslaafden en psychiatrische patiëntes die hun problemen zelf niet als vrouw-specifiek zagen.
Zoals de reguliere hulpverlening uitging van ‘de standaardmens’, bleek de vrouwenhulpverlening dus uit te gaan van ‘de standaardvrouw’, waardoor ze grote groepen vrouwen uitsloot. Daarbij kwam nog het groeiende besef dat ook mannen te lijden hadden onder hun genderrol. Het werd duidelijk dat er dingen moesten veranderen. Dit gebeurde vanaf het begin van de jaren negentig.

## Transformaties
Mede door zware druk vanuit overheidsinstanties en het sturen met subsidiegelden transformeerde de vrouwenhulpverlening zich van beweging tot organisatie die kwaliteitsverbetering nastreefde voor álle mensen. Zo dreigde bijvoorbeeld de Gemeente Amsterdam in de jaren tachtig, de subsidie aan het altijd overvolle blijf-van-mijn-lijfhuis stop te zetten als er niet werd gefuseerd met meer "normale" opvanginstellingen. Het feministische karakter werd zo langzaam onzichtbaar gemaakt en ‘vrouwenhulpverlening’ voldeed niet langer als merknaam.
Rond 1993 kwam er een ommekeer in het beleid van neutraliseren en onzichtbaar maken en een erkenning voor het maken van onderscheid binnen de hulpverlening; het begrip seksespecifieke hulpverlening kwam in zwang. Vanaf dat moment werd verder gedifferentieerd naar etniciteit, leeftijd, seksuele voorkeur, enzovoorts. Zo is op basis van het oorspronkelijke gedachtegoed en activisme van de feministische hulpverlening uit de jaren zeventig van de vorige eeuw een heel conglomeraat van hulpverleningssoorten ontstaan: vrouwen- en mannenhulpverlening, seksespecifieke hulpverlening (voor mannen en vrouwen), lesbische hulpverlening en hulp voor zwarte, migranten- en vluchtelingenvrouwen. Vanaf de eeuwwisseling wordt dikwijls gesproken van ‘diversiteitsbewuste hulpverlening’.
Constante blijft het streven de hulpverlening toegankelijker en doeltreffender te maken voor verschillende groepen in de samenleving en bij kwetsbare groepen via de hulpverlening hun psychische en maatschappelijke weerbaarheid te vergroten. De missie van diversiteitsbewuste hulpverlening is dezelfde als die van de vrouwenhulpverlening: zich typeren als het interveniëren in de bestaande machtsverhoudingen ten gunste van de minder machtige(n). Inmiddels is er algemene erkenning van het feit dat er steeds weer nieuwe of andere groepen in een maatschappij macht respectievelijk vrijheid tekortkomen. Deze ontwikkeling in de richting van aandacht voor diversiteit is en wordt gesteund door de theoretische verdieping van vrouwenstudies in dezelfde richting.
Gelijktijdig met deze transformatie naar diversiteit vond er echter ook een transformatie in het overheidsbeleid plaats. In de jaren tachtig had de vrouwenhulpverlening nog de wind in de rug van een overheidsbeleid dat gericht was op een centrale sturing van de gezondheidszorg en dat daarvoor subsidies als instrument aanwendde. Hierdoor konden vele projecten en koepelinstellingen van de grond worden getild. In de jaren negentig veranderde het beleid en kregen vrouwenhulpverlening en haar erfgenamen − seksespecifieke en diversiteitsbewuste hulpverlening − het moeilijk. De overheidssubsidies werden steeds kleiner, de voorwaarden zwaarder en de fusie- en concentratiedwang groter. Zowel op de departementen van de overheid als in de zorginstellingen lukte het steeds slechter vrouwenhulpverlening en seksespecifieke hulpverlening op de agenda te houden.
Gevolg is bijvoorbeeld dat in 2003 de Expertcommissie Sekse & Etniciteit in de Gezondheidszorg, nog ingesteld door minister Borst, werd afgeblazen door staatssecretaris Ross. In 2004 moest het landelijk centrum voor vrouwenzelfhulp stoppen en 2006 was het laatste jaar van het ZonMw-onderzoeksprogramma ‘M/V, de factor sekse in de gezondheidszorg’. Per 1 januari 2007 is TransAct, het landelijke expertisecentrum voor seksespecifieke zorg en bestrijding van seksueel geweld, opgegaan in Movisie − een algemeen georiënteerd kennisinstituut voor maatschappelijke ontwikkeling.

## Onverminderde inzet
Ondanks deze terugtrekkende overheid zijn hulpverleners, wetenschappers en andere deskundigen (mannen maar vooral vrouwen) zich met onverminderde vasthoudendheid blijven inzetten voor de verdere ontwikkeling en overdracht van de ideeën van de vrouwenhulpverlening. Individuele hulpverleners maken zich binnen hun organisatie sterk voor de integratie van seksespecifieke vrouwenhulpverlening in de geboden zorg, of vestigen zich zelfstandig. Wetenschappers bepleiten de opname van ideeën uit de vrouwenhulpverlening in het medische curriculum, en doen onderzoek naar diversiteit en hulpverlening. Dat heeft aan de Universiteit Nijmegen bijvoorbeeld geleid tot de oprichting van het Kenniscentrum Sekse & Diversiteit in Medisch Onderwijs. Een aantal autonome hulpverleningsinitiatieven en –projecten, waaronder de Vereniging tegen Seksuele Kindermishandeling (VSK), VrouwenGezondheidsCentrum Maastricht, Tegen Haar Wil, Stichting het Spiegelbeeld, het Voorhof GezondheidsCentrum Delft, Stichting VIDO, en Stichting Blijf van m’n Lijf, kan blijven bestaan dankzij subsidies en/of vrijwilligers, en deskundigen zetten de meest uiteenlopende strategieën in om hun kennis en knowhow te verankeren.
In 2013 is er een revival op gang gekomen onder de naam "Gender en Gezondheid". Daarin werken Women Inc en het Directoraat Emancipatiezaken van het Ministerie van Onderwijs, Cultuur en Wetenschappen samen met (oud)hoogleraren, onderzoeksters en docenten in gezondheidszorg, medewerkers(m/v) van de Emancipatiemonitor en ZonMw aan het bevorderen van gendersensitieve lichamelijke en geestelijke gezondheidszorg.

## Gebruikte literatuur
Basis voor dit artikel is een compilatie van artikelen van prof. dr. Janneke van Mens-Verhulst, samengesteld door drs. Marijke Naezer (zie onder).
- Mens-Verhulst, J. van en Berteke Waaldijk (red.). Vrouwenhulpverlening 1975-2000. Beweging in en rond de gezondheidszorg. (Bohn Stafleu van Loghem, 2008)
- Mens-Verhulst, J. van (1997). Gelijkheid is niet goed genoeg in de feministische hulpverlening, in: Rekenschap, september, p. 156-170.
- Mens-Verhulst, J. van (1998). Vrouwenhulpverlening, cliëntgerichtheid en het diversiteitsprincipe, in: Tijdschrift voor Gezondheid en Ethiek, 8 (4), p. 108-114.
- Mens-Verhulst, J. van (2001). Feministische hulpverlening en empirische evidentie: onderzoek vanuit een diversiteitsperspectief, in: Tijdschrift voor Genderstudies, 4 (3), p. 35-47.
- Mens-Verhulst, J. van ( 2001). Diversiteit in theorie en praktijk: een bericht uit de feministische hulpverlening, in: Tijdschrift voor Humanistiek, 2 (6): p. 7-17.
- Mens-Verhulst, J. van (2006). Werken aan de hulpverlening: van tweerichtingsverkeer naar kruispuntdenken. Openbaar college ter gelegenheid van haar afscheid als hoogleraar Vrouwengezondheidszorg. Utrecht: 1 november.
- Naezer, M. Janneke Mens-Verhulst over de vrouwenhulpverlening, Raffia, over gender, emancipatie en feminisme, 19-1, 2007, pdf op eigen website
- Slangengodin, 31 januari 1990, IIAV, archief De Maan, inv.nr. 94.